# Francesco Mannella
Francesco Mannella, detto Ciccio (San Giovanni Valdarno, 15 aprile 1960), è un ex cestista e allenatore di pallacanestro italiano.

## Carriera

### Giocatore
Inizia la sua carriera cestistica nella città natale, San Giovanni Valdarno, giocando nel ruolo di playmaker. Nonostante l'altezza (1,74 m), sviluppa un gioco velocissimo ed un buon tiro dalla lunga distanza. Nel 1979 esordisce in Serie A2 con il Fabriano Basket allenata da Alberto Bucci.
Dopo l'esperienza di Fabriano e Reggio Emilia passa alla Pallacanestro Trapani nel 1982, richiesto dal coach Mimmo Trivelli, e ne divenne presto la bandiera e capitano giocando fino al 1995 con tre promozioni (due consecutive) dalla C1 alla A1. Dopo l'esperienza trapanese gioca a Cefalu' e Paceco,dove si stabilisce.

### Allenatore
Dopo il ritiro dirige da allenatore-giocatore la squadra locale trapanese della A.S. Drepanum Basket. In seguito ha allenato la squadra maltese femminile del Luxol Basketball Club.
Nel 2024-'25, è allenatore dell'Academy Capo d'Orlando, settore giovanile dell'Orlandina Basket.

## Palmarès

### Squadra

#### Giocatore
- Promozione in Serie B: 2

 Fornaciari Reggio Emilia: 1981-82
 Pall. Trapani: 1982-83
- Promozione in Serie A2: 1

 Pall. Trapani: 1989-90
- Promozione in Serie A1: 1

 Pall. Trapani: 1990-91

### Allenatore
- Supercoppa Maltese: 1

 Luxol Basketball Club: 2016